# Gmina Goszczyn
Die Gmina Goszczyn ist eine Landgemeinde im Powiat Grójecki der Woiwodschaft Masowien, Polen. Ihr Sitz ist das gleichnamige Dorf.

## Gliederung
Zur Landgemeinde Goszczyn gehören folgende elf Ortschaften mit einem Schulzenamt:
Bądków
Długowola
Goszczyn
Jakubów
Józefów
Kolonia Bądków
Modrzewina
Nowa Długowola
Olszew
Romanów
Sielec